# Kyiv oblast
Kyiv oblast (ukrainsk: Київська область, tr. Kyjіvs'ka oblast) er en af Ukraines 24 oblaster beliggende mod nord i det midterste del af landet på grænsen til Hviderusland.
Mod vest grænser oblasten op til Zjytomyr oblast, mod sydvest Vinnitsja oblast, mod syd Tjerkasy oblast, mod sydøst Poltava oblast, mod øst og nordøst grænser Tjernihiv oblast. Kyiv oblast har mod nord grænse til Gomel voblast i Hviderusland. Oblasten ligger på begge breder af Dneprfloden. Andre vigtige floder i oblasten er Dneprs bifloder: Pripjat, Desna, Teteriv, Irpin, Ros og Trubizj.
Kyiv oblast blev grundlagt 27. februar 1932 og har et areal på 28.131 km². Oblasten har 1.795.079 (2022) indbyggere. Det administrative center for Kyiv oblast er placeret i Ukraines hovedstad Kyiv (2.888.710), selvom Kyiv ikke forfatningsmæssigt indgår i oblasten. Andre større byer i Kyiv oblast er Bila Tserkva (211.000), Brovary (99.600), Boryspil (60.672), Fastiv (47.937) og Irpin (41.533).

## Administrativ inddeling
I Kyiv oblast er der er 1182 beboede områder, der tidligere var inddelt i 25 rajoner. De blev
i 2020 sammenlagt til 7 rajoner.
| Flag | Våbenskjold | Navn               | Ukrainsk navn         | Administrationscenter | Areal (km2) | Befolkning anslået 2021 |
| ---- | ----------- | ------------------ | --------------------- | --------------------- | ----------- | ----------------------- |
|      |             | Bila Tserkva rajon | Білоцерківський район | Bila Tserkva          | 6.514,8     | 436.115                 |
|      |             | Boryspil rajon     | Бориспільський район  | Boryspil              | 3.873,2     | 203.273                 |
|      |             | Brovary rajon      | Броварський район     | Brovary               | 2.881,9     | 242.180                 |
| -    | -           | Butja rajon        | Бучаньский район      | Butja                 | 2.558,3     | 362.382                 |
|      |             | Fastiv rajon       | Фастівський район     | Fastiv                | 1.761,2     | 183.794                 |
|      |             | Obukhiv rajon      | Обухівський район     | Obukhiv               | 3.639,1     | 228.829                 |
|      |             | Vyshhorod rajon    | Вишгородський район   | Vysjhorod             | -           | 131.957                 |
|      |             | Total Oblast       | Київська область      | Kyiv                  | 28.131      | 1.788.530               |